# Bulbul écaillé
Pycnonotus squamatus
Espèce
Statut de conservation UICN

 NT  : Quasi menacé
Le Bulbul écaillé (Pycnonotus squamatus) est une espèce de passereaux de la famille des Pycnonotidae.

## Répartition
Cet oiseau vit en Birmanie, Brunei, Indonésie, Malaisie et Thaïlande.

## Habitat
Son habitat naturel est les forêts des plaines humides subtropicales ou tropicales.
Il est menacé par la perte de son habitat.